# Glyptodontopelta mimus
Glyptodontopelta mimus és una espècie de dinosaure ancilosaure que va viure al Cretaci superior.
Els fòssils de Glyptodontopelta, que consisteixen només en osteodermes, foren trobats a l'estat americà de Nou Mèxic. L'espècie G. mimus fou descrita per Tracy Lee Ford l'any 2000. L'holotip, USNM 8610, consisteix en tres peces d'osteodermes plans fusionats, trobats a la formació d'Ojo Alama que data del Campanià-Maastrichtià. Es va concloure que es tractava d'un nom dubtós, un nomen dubium, en una revisió de l'any 2004 sobre els ancilosaures, però una publicació de l'any 2008 de Michael Burns coincidia amb Ford assegurant que l'armadura era prou diferent per a considerar-se vàlid. Burns també va assignar Glyptodontopelta als nodosàurids - rebutjant el grup de Ford estegopeltins - i va proposar que un altre tàxon cuirassat de Nou Mèxic, Edmontonia australis, és sinònim de Glyptodontopelta mimus, basant-se en anàlisis de la mida i forma de la cuirassa.